# Unicast
Trong lĩnh vực mạng máy tính, unicast là cách thức truyền tin được gửi từ một điểm đến một điểm khác. Trong trường hợp này chỉ có một nguồn gửi (sender) và một nguồn nhận (receiver), mỗi nguồn được xác định bởi một địa chỉ mạng. Địa chỉ này ở tầng mạng của mô hình OSI được sử dụng để xác định một mục tiêu duy nhất được gọi là một địa chỉ unicast.
Việc truyền đạt Unicast, vẫn là hình thức truyền chủ yếu trong mạng LAN và Internet. Tất cả các mạng LAN (Ethernet) và mạng IP hỗ trợ chế độ Unicast của các ứng dụng sử dụng phương thức vận chuyển giao thức IP ví dụ như HTTP, SMTP, FTP, Telnet.
Thông điệp unicast được sử dụng cho tất cả các quá trình mạng, đặc biệt là nơi các nguồn lực nhạy cảm hoặc duy nhất được yêu cầu. Một số ứng dụng Internet sử dụng các kết nối unicast như streaming media qua nhiều biến thể.
Tương tự như unicast, Broadcast, Multicast và Anycast, được sử dụng để phân loại phương pháp định tuyến trong truyền thông mạng.
Trong phiên bản IPv6 một số lĩnh vực cụ thể được dành riêng cho các địa chỉ unicast, được quy định bởi ICANN.
Một ưu điểm quan trọng của unicast là tính riêng tư và chính xác. Dữ liệu chỉ được gửi đến người nhận mong muốn và không được chia sẻ với các thiết bị khác trên mạng. Điều này đảm bảo rằng thông tin được truyền tải đến đúng người nhận và không bị rò rỉ hay tiết lộ cho những người không mong muốn.
Tuy nhiên, mô hình unicast cũng có hạn chế. Khi dữ liệu cần được gửi đến nhiều đích khác nhau, phương thức unicast không hiệu quả vì nó đòi hỏi mỗi gói tin phải được gửi riêng lẻ tới từng đích. Trong những trường hợp như này, multicast hoặc broadcast có thể được sử dụng để truyền tải dữ liệu một cách hiệu quả hơn.
Tóm lại, unicast là phương thức truyền tải dữ liệu từ một nguồn duy nhất đến một đích duy nhất trong mạng máy tính. Nó mang lại tính riêng tư và chính xác cho việc truyền thông, đảm bảo rằng thông tin chỉ được gửi đến người nhận mong muốn. Tuy nhiên, unicast có hạn chế khi cần truyền tải dữ liệu đến nhiều đích khác nhau.